# Mary Thurman
Mary Thurman (de soltera, Christiansen; 27 de abril de 1895 - 22 de diciembre de 1925) fue una actriz estadounidense de la época del cine mudo.

## Primeros años
Mary Christiansen nació en Richfield, Utah el 27 de abril de 1895, una de siete hermanos criados en el seno de una devota familia mormona. Sus padres Christian Christiansen (1858-1904) y Mary Sophia Nielsen Christiansen (1860-1934), eran ambos de origen danés, y su padre había nacido en Dinamarca.
Asistió a la Universidad de Utah y ejerció como maestra antes de dedicarse a la actuación.
Se casó con Victor E. Thurman, hijo del juez de la Corte Suprema de Utah Samuel R. Thurman, en 1915. Se divorciaron en 1919.

## Carrera

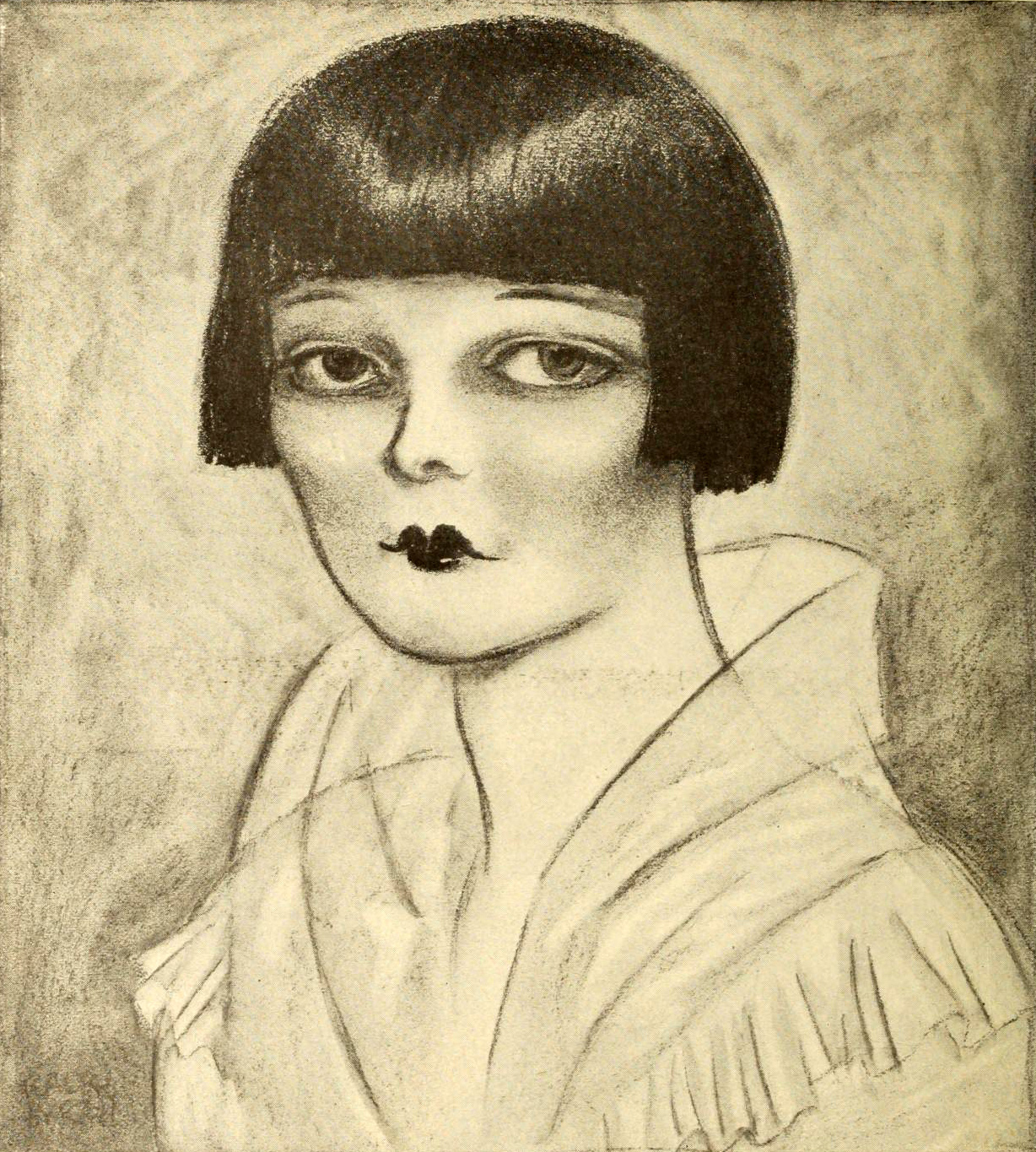
Retrato de Thurman por Ralph Barton. Este dibujo muestra el dutch bob, un estilo de peinado que adoptó en 1920, haciéndola la primera celebridad que llevó el cabello corto de esta manera que hizo furor entre las jóvenes denominadas "flappers" durante todos los años 1920.

La carrera de Thurman comenzó en comedias de Mack Sennett, como una de sus Sennett Bathing Beauties, desde Bombs! (1916) hasta The Fool (1925). Su mayor éxito lo obtuvo al empezar a trabajar con el director Allan Dwan. Colaboraron en varias películas aclamadas por la crítica incluyendo The Sin of Martha Queed (1921) y A Broken Doll (1921). En la cinta de Dwan todavía conservada de 1923 Zaza Thurman es la actriz que pelea con Gloria Swanson. Fuera de la pantalla estuvieron comprometidos varios años. Apareció en casi sesenta películas de Hollywood desde 1915 hasta su muerte en 1925, frecuentemente en aquellas realizadas para Pathé Studios.

## Muerte
En 1924 mientras trabajaba en la película Down Upon The Suwanee River en Florida, sufrió un caso grave de neumonía. Convaleciente por la enfermedad, estuvo hospitalizada casi un año. Thurman finalmente murió de neumonía en Nueva York el 22 de diciembre de 1925 en el Flower Hospital. Su mejor amiga, la actriz Juanita Hansen, estaba a su lado cuando murió. Está enterrada en el Richfield City Cemetery en su ciudad natal de Richfield, Utah.

## Filmografía seleccionada
- The Lamb (1915)
- Watch Your Neighbor (1918)
- The Poor Boob (1919)
- This Heroe Stuff (1919)
- Spotlight Sadie (1919)
- The Prince and Betty (1919)
- The Scoffer (1920)
- In the Heart of a Fool (1920)
- Leap Year (1921)
- A Broken Doll (1921)
- The Sin of Martha Queed (1921)
- The Green Temptation (1922)
- The Bond Boy (1922)
- Zaza (1923)
- The Tents of Alá (1923)
- Wife un Name Only (1923)
- Does It Pay? (1923)
- The Truth About Women (1924)
- Trouping with Ellen (1924)
- Greater Than Marriage (1924)
- Love of Women (1924)
- For Another Woman (1924)
- Playthings of Desire (1924)
- Back to Life (1925)
- The Mad Marriage (1925)
- The Fool (1925)